# Gabi Riera
Gabriel Riera Lancha (sinh 5 tháng 6 năm 1985) là một cầu thủ bóng đá Andorra thi đấu cho FC Santa Coloma ở Andorran First Division và đội tuyển quốc gia Andorra.

## Bàn thắng quốc tế
Cập nhật ngày 28 tháng 9 năm 2014.
| Bàn thắng | Ngày               | Địa điểm                              | Đối thủ      | Tỉ số | Kết quả | Giải đấu                      | Nguồn |
| --------- | ------------------ | ------------------------------------- | ------------ | ----- | ------- | ----------------------------- | ----- |
| 1.        | 4 tháng 6 năm 2005 | U Nisy Stadion, Liberec, Cộng hòa Séc | Cộng hòa Séc | 3–1   | 8–1     | Vòng loại FIFA World Cup 2006 |       |